# Oreșnik
Oreșnik (în bulgară Орешник) este un sat în Obștina Topolovgrad, Regiunea Haskovo, Bulgaria.

## Demografie
Componența etnică a satului Oreșnik
     Romi (8,83%)
     Bulgari (90,29%)
     Nicio identificare (0,86%)
     Altele (0%)
La recensământul din 2011, populația satului Oreșnik era de 577 locuitori. Din punct de vedere etnic, majoritatea locuitorilor (90,29%) erau bulgari, cu o minoritate de romi (8,83%). Pentru 0,86% din locuitori nu este cunoscută apartenența etnică.